# Horacio Peralta
Walter Horacio Peralta Saracho, mais conhecido como Peralta (Montevidéu, 3 de junho de 1982), é um treinador de futebol e ex-futebolista uruguaio que atuava como meia ou atacante. Atualmente é treinador do Salus FC, da segunda divisão do Uruguai..
Em julho de 2023, ele venceu o reality show de culinária Masterchef Uruguai: Celebridades.

## Carreira
Peralta começou sua carreira atuando por clubes uruguaios, tais como Danubio, Cerro e Nacional.
Depois, chegou a atuar pela Seleção Uruguaia, como atacante, e teve rápidas passagens por times da Itália, Espanha e Suíça.

### Flamengo
Em 2006, foi contratado pelo Flamengo, para fazer dupla com outro estrangeiro, o paraguaio César Ramírez. No clube, ele usou a camisa de número 39.
Totalmente desconhecido no Brasil, o futebol de Peralta era uma verdadeira incógnita para a torcida rubro-negra e, a julgar pelo fato dos dirigentes do Flamengo o terem contratado, baseados em imagens de um DVD, este também parecia ser o caso da diretoria.
Mas a verdade é que, nos poucos jogos que disputou com a camisa do Flamengo, durante a temporada de 2006, o uruguaio demonstrou possuir certa habilidade com a bola e, a princípio, parecia que o investimento tinha valido a pena. Fez o gol da vitória e da classificação do rubro-negro sobre o ASA-AL, na primeira fase da Copa do Brasil daquele ano.
| “ | Este gol foi especial porque fiz meu primeiro gol no Maracanã, mas foi ainda mais importante porque a gente passou. Foi o meu gol mais importante pelo Flamengo, que se preparou para ganhar a Copa do Brasil. Fiquei feliz também quando fiz gols contra Corinthians e Palmeiras (no Brasileiro 2006, nas vitórias por 2 a 0 sobre o Timão, no Morumbi, e por 2 a 1 sobre o Palmeiras, no Maracanã), especialmente contra o Corinthians por temos vencido lá em São Paulo, mas o gol mais importante foi contra o ASA-AL. | ” |

Contudo, um condicionamento físico insatisfatório, associado a uma inconsistência de suas performances, além de uma inegável predileção pela boémia, resultaram no permanente afastamento de Peralta do grupo. Com isso, o jogador acabou caindo no esquecimento e seu nome somente voltou a ser lembrado, próximo ao final de 2006, quando o Flamengo anunciou a rescisão de seu contrato.
Peralta deixou o Flamengo com apenas 20 jogos e quatro gols marcados ele é o único uruguaio além de Arrascaeta que conquistou um título nacional pelo Rubro-Negro.

### Saída do Flamengo
Retornando ao Uruguai, passou a vestir a camisa do Bella Vista, até meados de 2007, quando foi emprestado ao Académica de Coimbra. Entrevistado pelo site oficial do clube, Peralta dizia estar "muito contente por representar um clube com a dimensão e tradição da Académica" e prometeu "muito trabalho para ajudar a equipe a atingir os objetivos".
Entretanto, um ano depois, Peralta acabou sendo devolvido ao Bella Vista, que logo o vendeu ao Quilmes, da Argentina.
Depois, o jogador passou por Puebla, Cerro novamente e Atlante, antes de chegar ao Central Español, onde atuou no primeiro semestre de 2010. Para a temporada 2010/2011 assinou com o Nacional. Em 2012, acertou com o Cerro Largo.

## Estatísticas
Gols pelo Flamengo
| # | Data       | Local                                       | Partida                    | Campeonato            | Estilo                            | Ref.   |
| - | ---------- | ------------------------------------------- | -------------------------- | --------------------- | --------------------------------- | ------ |
| 1 | 12/02/2006 | Estádio Gran Parque Central, Montevidéu-URU | Nacional 4 x 3 Flamengo    | Amistoso              | Chute (Perna Esquerda)            | [ 8 ]  |
| 2 | 08/03/2006 | Estádio do Maracanã, Rio de Janeiro-RJ      | Flamengo 2 x 1 ASA-AL      | Copa do Brasil        | Chute (Perna Direita)             | [ 9 ]  |
| 3 | 31/05/2006 | Estádio do Maracanã, Rio de Janeiro-RJ      | Flamengo 2 x 1 Palmeiras   | Campeonato Brasileiro | Cobrança Penalti (Perna Esquerda) | [ 10 ] |
| 4 | 04/06/2006 | Estádio do Morumbi, São Paulo-SP            | Corinthians 0 x 2 Flamengo | Campeonato Brasileiro | Chute (Perna Direita)             | [ 11 ] |

## Títulos
- 2023 - Vencedor do realiuty show culinário Masterchef Uruguai: Celebridades

Como Jogador
- Nacional
  - Campeonato Uruguaio: 2002 e 2010–11

- Flamengo
  - Copa do Brasil: 2006

- Club Atlético Cerro
  - Liguilla Pré-Libertadores da América: 2009

- Wanderers de Artigas
  - Copa Nacional de Clubes: 2015